# Accenture
Accenture je globální společnost poskytující odborné služby a řešení v oblasti podnikových strategií, manažerského poradenství, digitálních technologií, technologických služeb, kybernetické bezpečnosti a podpory podnikových procesů. Sídlo má v irském hlavním městě Dublinu a pobočky ve zhruba 120 zemích světa. K únoru 2023 měla společnost celosvětově 738 tisíc zaměstnanců. Za fiskální rok 2022 končící 31. srpnem 2022 dosáhla Accenture obratu 61,6 miliardy dolarů.
Klienty Accenture jsou velké mezinárodní společnosti a veřejný sektor. Společnost se interně dělí na pět základních divizí: Strategy & Consulting, Song, Technology, Operations a Industry X.

## Historie
Původ Accenture sahá až k poradenské divizi auditorské společnosti Arthur Andersen. Její počátek lze vysledovat v roce 1953, kdy firma General Electric požádala společnost Arthur Andersen o zpracování studie proveditelnosti.
V roce 1989 se tato divize oddělila od mateřské společnosti a přijala jméno Andersen Consulting. Jak Arthur Andersen, tak Andersen Consulting tvořily skupiny nezávisle vlastněných partnerství i jiných forem vlastnictví po celém světě, které byly všechny smluvně vázány s Andersen Worldwide Société Coopérative (ASWC), administrativní jednotkou sídlící ve Švýcarsku.
V průběhu 90. let se mezi Andersen Consulting a Arthur Andersen začalo objevovat napětí. Andersen Consulting nebyl spokojen s tím, že musel každoročně do mateřské firmy odvádět 15 % zisku (Jednou z podmínek rozchodu v roce 1989 bylo, že ta část, která bude více vydělávat, bude podíl ze zisku odvádět méně úspěšné divizi.). V té samé době také Andersen Consulting soupeřil s konkurencí z vlastní stáje – nově založenou poradenskou divizí Arthur Andersen. Rozepře vyvrcholily v roce 1998, kdy Andersen Consulting vypověděl závazky vůči ASWC i Arthur Andersen. Andersen Consulting tehdy složil 15% platbu na několik následujících let dopředu u prostředníka a vyhlásil konec kontraktu. V srpnu 2000, po rozhodnutí Mezinárodní obchodní komory, byly zrušeny všechny závazky s ASWC a Arthur Andersen s podmínkou, že Andersen Consulting převede společnosti Arthur Andersen „blokované“ finance (tehdy 1,2 miliardy USD) a změní si své jméno.
Nová éra pro Andersen Consulting nastala 1. ledna 2001, kdy přijal své současné jméno Accenture, [ek´senčr]. Slovo Accenture je odvozeno z anglického Accent on future (Důraz na budoucnost). Ačkoliv bylo ohledně nalezení nového jména osloveno vlastní marketingové oddělení, pojmenování nakonec vzešlo z interní soutěže od jednoho zaměstnance z kanceláře v Oslu. Accenture měl za cíl, aby jeho jméno odráželo pozici předního světového lídra v oblasti poradenství poskytujícího své služby opět vysoce výkonným společnostem, což reprezentuje matematický znak „větší než“ v logu společnosti.
Při výběru jména bylo rozhodnuto o vynechání slova Consulting z důvodu, že společnost se zaměřuje i na jiné služby (např. outsourcing). Původní společnost Arthur Andersen se také rozhodla změnit své jméno, a to na Andersen Consulting. Nikdy ale nemohla toto jméno úplně přijmout, neboť v roce 2001 jí to překazil skandál s účetními machinacemi energetické společnosti Enron, do kterého byla zapletena jako firma provádějící audit v Enronu (a následně jako samostatná společnost zanikla). Některé zprávy hovoří o tom, že Accenture si změnil jméno zkrátka proto, aby zamaskoval svou účast ve skandálu s Enronem. Časový sled událostí však hovoří jinak. Rozchod s Arthur Andersen spadá do roku 1998, jeho posvěcení nastalo v roce 2000 a skandál kolem Enronu přišel až o rok později.
Accenture se pravidelně vyskytuje mezi Top 100 firemními značkami světa. Nezaměřuje se pouze na výše zmíněná odvětví. Ve svých technologických laboratořích se věnuje i výzkumu v oblasti High-Tech. Od roku 2017 jsou hlavními obory aplikačního výzkumu umělá inteligence, robotika, blockchain, virtuální a rozšířená realita, analytics, cloud computing a mnoho dalších.

## Současnost
Společnost Accenture se dělí na pět základních divizí: Strategy & Consulting, Song, Technology, Operations a Industry X. V současnosti má Accenture přibližně 738 000 pracovníků a působí ve více než 120 zemích. Za fiskální rok 2022 dosáhly celosvětové příjmy společnosti 61,6 mld.

## Accenture v České republice
Accenture v České republice sídlí v budově Visionary v pražských Holešovicích vedle stanice metra Nádraží Holešovice.
Accenture působí v České republice již od poloviny roku 1991 ve formě organizační složky spadající pod Accenture Central Europe B. V. sídlící v Nizozemsku. Poradenská/consultingová část firmy se v Česku objevila jako první a poskytuje služby v oblastech jako jsou management consulting, technology consulting, systémová integrace, business intelligence a projektové řízení.
V roce 2001 byl projekt vzniku pražského outsourcingového centra (centra sdílených služeb) jedním ze dvou pilotních projektů pod patronací vládní agentury CzechInvest pro podporu investic do strategických služeb. V outsourcingovém centru poskytují vysoce kvalifikovaní zaměstnanci služby v oblastech podnikových procesů (finance a účetnictví, administrativa, personalistika (HR), oblast nákupu, zákaznické podpory a specializovaných služeb pro různá odvětví (např. farmacie)) a IT procesů. V polovině roku 2006 byla založena firma Accenture Technology Solutions zaměřující se na zakázkovou tvorbu software a systémovou integraci.
V roce 2016 bylo v Praze otevřeno jedno z Accenture Cyber Fusion Center, které poskytuje služby v oblasti kybernetické bezpečnosti.
V roce 2017 začala v Česku působit divize Accenture Song (dříve působila pod názvem Accenture Digital a Accenture Interactive), která se zabývá oblastí uživatelské zkušenosti (UX), velkých dat, analytics a zároveň je, podle časopisu Advertising Age, největší digitální agenturou světa.
V roce 2018 se divize Accenture Operations přestěhovala z Nových Butovic do pražských Holešovic. Na stejné místo se přestěhovali z Chodova také odborníci na kybernetickou bezpečnost.
Accenture v rámci společenské odpovědnosti podporuje znevýhodněné skupiny lidí na trhu práce. V roce 2010 byl v Česku spuštěn program Accenture Academy, který například pomáhá dětem z dětských domovů se včas připravit na pracovní zkušenost. Jako součást tohoto programu vznikla, ve spolupráci s Nadací Terezy Maxové, aplikace Jobventura, která formou interaktivního filmu pomáhá simulovat pracovní pohovor.
Ředitelkou české pobočky Accenture je Lenka Madliaková.